# Lepthyphantes todillus
Lepthyphantes todillus är en spindelart som beskrevs av Simon 1929. Lepthyphantes todillus ingår i släktet Lepthyphantes och familjen täckvävarspindlar.
Artens utbredningsområde är Frankrike. Inga underarter finns listade i Catalogue of Life.